# Enver Izmailov
Enver İzmaylov (Russo: Энвер Измайлов) (Fergana, 1955) é um guitarrista ucraniano, seus estilos principais são jazz e folk.

## Discografia
- At A Fergana Bazzar, 1991, solo, live in Münster
- The Eastern Legend, 1991, solo (RDM)
- Kara Deniz/Black Sea with Burhan Öçal, 1992 (Unit Records)
- Dancing Over The Moon with Geoff Warren, 1995
- Yarimada/Peninsula, 1997 (RDM)
- Minaret, Crimea Art Trio, 1998 (Symphocarre)
- Eastern Legend, 2000 (Boheme)
- With My Best Wishes!, 2004
- Around the Black Sea, 2007